# 千歳信用組合
千歳信用組合（ちとせしんようくみあい）は、かつて北海道千歳市に本店を置いていた信用組合である。略称は“ちしん”。1999年（平成11年）4月に事実上経営破綻して同年12月10日を最後の営業日としてその歴史に終止符を打ち、同年12月13日から北央信用組合に営業を継承した。

## 概要
1953年（昭和28年）5月1日に設立認可を受け、同年6月1日に開業した。開業時の本店は千代田町4丁目。
その後、本店は1956年（昭和31年）7月に錦町1丁目、1968年（昭和43年）12月に友楽通に移転した。
債務超過を理由に1999年（平成11年）4月に経営破綻が表面化し、同年12月10日を最後の営業日として事実上営業を停止し、翌週月曜日の12月13日から専和信用組合が受け皿となって北央信用組合として引き継がれた。
また、ほぼ同時に札幌市に本店のあった共同信用組合も経営破綻しており、同様に北央信用組合に引き継がれた。
その前に北海商銀信用組合が経営破綻しているが、北海道に本店のある信用組合が同一の月に複数も経営破綻したのはこれが初めてであった。
当時の道内15組合（朝銀北海（現在のウリ）・北海商銀（現在のあすか）・千歳・共同・専和（現在の北央）・札幌中央・小樽商工・道央・空知商工・函館商工・室蘭商工・旭川商工・網走・釧路・十勝）のうち多くの信用組合は不採算や赤字に浸っていた。
この経営破綻を皮切りに、2008年（平成20年）までに道内8つの信用組合（千歳・共同・北海商銀・道央・旭川商工・小樽商工・網走・室蘭商工）が次々に消滅する「北海道しんくみ業界崩壊の衝撃シナリオ」と言うべく、北海道拓殖銀行の後を追うような道内経済を揺さぶる結果を作った。このうち室蘭商工信用組合は苫小牧市以東の店舗を北央信用組合へ事業譲渡、また、白老町以西は伊達信用金庫との合併になっている（倒産はしていない）が、そのほかは全部倒産している。